# Bathygammarus okunewae
Bathygammarus okunewae is een vlokreeftensoort uit de familie van de Acanthogammaridae. De wetenschappelijke naam van de soort is voor het eerst geldig gepubliceerd in 1995 door Tachteew.